# Mehmed IV.
Mehmed IV. (osmansko turško: محمد رابع, Meḥmed-i rābi‘), pozan tudi kot Avci – Lovec,  19. sultan Osmanskega cesarstva (1648-1687)  in 98. kalif islama, * 2. januar 1642, Carigrad, Osmansko cesarstvo, 6. januar 1693, Carigrad, Osmansko cesarstvo. 
Na prestol je prišel s šestimi leti po krvavem državnem udaru, v katerem je bil ubit njegov oče Ibrahim I.. Njegovo vladanje je pomembno zaradi dokončne spremembe vsebine sultanovega položaja, ker je večino svoje izvršilne moči prenesel na svojega velikega vezirja.

## Življenjepis

### Otroštvo
Rojen je bil v palači Topkapi v Carigradu kot sin sultana Ibrahima I. (1640-1648) in njegove priležnice Valide Sultan Turhan Hatice, ki je bila po poreklu Ukrajinka, in vnuk  Kösem Sultan, ki je bila Grkinja. Kmalu po rojstvu sta se starša sprla in Ibrahim je besu izrgal Mehmeda iz materinih rok in ga vrgev v vodnjak, iz katerega so ga na srečo rešili haremski služabniki. Mehmed si je pri padcu poškodoval glavo in je imel zaradi poškodbe trajno brazgotino.

### Vladanje
Na prestol je prišel leta 1648, ko je imel komaj šest let. Njegov vzpon je označil konec zelo burnega obdobja, v katerem je bil Mustafa I. dvakrat odstavljen, dva sultana, med njima tudi njegov oče Ibrahim I., pa ubita. 
Njegov nadimek Avcı/وجی /Lovec kaže, da se je večino časa ukvarjal z lovom. Državne zadeve ga niso preveč zanimale, zato jih je prepustil svojim velikim vezirjem. Prvi med njimi je bil Mehmed Paša Köprülü  (1580-1661, veliki vezir od leta 1665), ki je leta 1657 porazil Benečane in prekinil pomorsko blokado Dardanel,  zatrl upore nekaj anatolskih guvernerjev in leta 1658 porazil nelojalnega transilvanskega kneza Györgyja II. Rákóczija. 
Po Mehmed Köprüliüjevi smrti je na položaj velikega vezirja imenoval njegovega sina Köprüliü Fazil  Ahmed Pašo (1636-1676, veliki vezir od 1661). Novi vezir je vodil vojni pohod na Ogrsko (1663-1664), ki se je končal s porazom pri Monoštru. Na Kreti (1666-1669) je zavzel mesto Kandijo, ki je bila v posesti Benečanov. V osmansko-poljski vojni (1672-1676) osvojil Podolje. Poskus, da bi v osmansko-ruski vojni (1676-1681) osvojil celo Ukrajino, mu ni uspel. 
Naslednji veliki vezir je bil Kara Mustafa Paša (1634/1635-1683, veliki vezir od 1676), ki je bil manj uspešen. Uspešno je oblegal kozaško mesto Čigirin in na Ogrskem podprl upor Imreja Thökölyja proti Avstrijcem. Leta 1683 je sledilo drugo obleganje Dunaja, ki se je zaradi napada poljskega kralja Jana III. Sobieskega in generala Karla V. Lorenskega končalo z umikom.
Mehmed IV. je bil zaradi umika izpred Dunaja presenečen in ogorčen, vendar Kara Mustafe sprva ni nameraval kaznovati. Zaradi dvornih spletk proti velikemu vezirju je nazadnje popustil in podpisal njegovo smrtno obsodbo. Kara Mustafa Pašo so nato v Beogradu zadavili.

### Zadnja leta
Mehmed IV. se po smrti velikega vezirja ni več dolgo obdržal na prestolu. V Veliki turški vojni (1683-1699) je njegovo cesarstvo prvič prešlo v defenzivo. Zaradi velikih izgub ga je leta 1687 Yeğen Osman s pomočjo janičarjev odstavili in zaprl v palačo Topkapi. Umrl je leta 1693 v palači Edirne. Pokopan je v grobnici Turhan Hatice Sultan v bližini mošeje njegove matere. 
Nasledil ga je brat Sulejman II..

## Družina
Mehmedovo najljubše haremsko dekle je bila sužnja Emetullah Rabia Gülnûş Sultan, ki so jo pripeljali iz Rethymnona na Kreti.
Njuna dva sinova sta bila kasnejša sultana Mustafa II. (1695–1703) in Ahmed III. (1703–1730). 